# NGC 2752
NGC 2752 je galaksija u zviježđu Raku.

## Vanjske poveznice
- SEDS: NGC 2752